# Dê núi sừng ngắn Ả Rập
Dê núi sừng ngắn Ả Rập (Arabitragus jayakari) là một loài động vật có vú trong họ Bovidae, bộ Artiodactyla. Loài này được Thomas mô tả năm 1894.